# Walter Baily
Walter Lewis Baily Junior (* 5. Juli 1930 in Waynesburg, Pennsylvania; † 15. Januar 2013 in Northbrook, Illinois) war ein US-amerikanischer Mathematiker.
Baily gewann 1952 den Putnam-Wettbewerb. Er studierte am Massachusetts Institute of Technology (MIT) mit dem Bachelor-Abschluss 1952 sowie an der Princeton University mit dem Master-Abschluss 1953 und der Promotion 1955 bei Kunihiko Kodaira (On the Quotient of a Complex Analytic Manifold by a Discontinuous Group of Complex Analytic Self-Homomorphisms). Danach war er Instructor in Princeton und am MIT. 1957/58 war als Mathematiker bei den Bell Laboratories. Ab 1957 war er Assistant Professor und ab 1963 Professor an der University of Chicago. 2005 emeritierte er.
Er befasst sich mit algebraischen Gruppen, Modulformen und zahlentheoretischen Anwendungen automorpher Formen. Nach ihm und Armand Borel ist die Baily-Borel-Kompaktifizierung des Quotientenraums eines hermiteschen symmetrischen Raumes bezüglich einer arithmetischen Gruppe (das heißt einer linearen algebraischen Gruppe über den rationalen Zahlen) benannt. Dabei bauten sie auf Arbeiten von Ichirō Satake auf.
Er ist Mitglied der American Mathematical Society und der Mathematical Society of Japan. Er besuchte häufig Japan (Ende der 1950er Jahre und Anfang der 1960er Jahre als Gast von Shokichi Iyanaga), sprach fließend japanisch und heiratete 1963 in Tokio die Japanerin Yaeko Iseki, mit der er einen Sohn hatte. Er hatte auch viele Jahre eine Wohnung in Tokio, wo er den Sommer verbrachte. Außerdem besuchte er häufig Moskau und St. Petersburg und sprach fließend Russisch.
1958 war er Sloan Research Fellow. 1962 war er Invited Speaker auf dem Internationalen Mathematikerkongress in Stockholm (On the moduli of abelian varieties with multiplications from an order in a totally real number field).
Zu seinen Doktoranden zählen Paul Monsky und Daniel Bump.

## Schriften
- mit Borel On the compactification of arithmetically defined quotients of bounded symmetric domains, Bull. Amer. Math. Soc., Band 70, 1964, S. 588–593
- mit Borel Compactification of arithmetic quotients of bounded symmetric domains, Annals of Mathematics, Band 84, 1966, S. 442–528
- Baily On Satake's compactification of {\displaystyle V_{n}}, Amer. J. Math. , 80 (1958) 348–364
- On the Hilbert–Siegel modular space, Amer. J. Math. , 81 (1959),  846–874
- On the orbit spaces of arithmetic groups, in: Arithmetical Algebraic Geometry (Proc. Conf. Purdue Univ., 1963) , Harper and Row (1965), 4–10
- On compactifications of orbit spaces of arithmetic discontinuous groups acting on bounded symmetric domains, in: Algebraic Groups and Discontinuous Subgroups, Proc. Symp. Pure Math. , 9 , Amer. Math. Soc. (1966), 281–295